# Aulzhausen
Aulzhausen est un village de Souabe appartenant à la commune d'Affing (Bavière) en Allemagne. Il est situé dans l'arrondissement d'Aichach-Friedberg. Sa population est de 460 habitants. Le village est réputé pour son église Saint-Laurent-et-Sainte-Élisabeth dont l'intérieur est décoré par les artistes baroques de Souabe des plus réputés.

## Jumelages

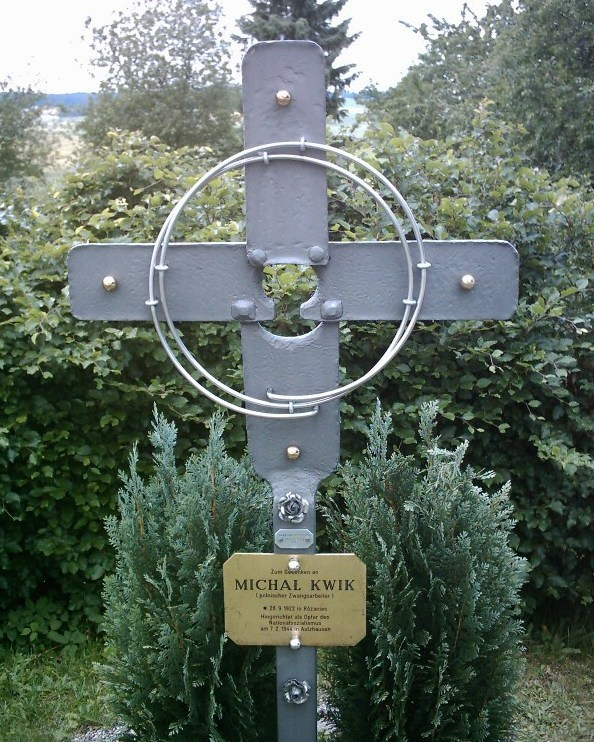
Mémorial Allemagne-Pologne

- Łobez (Pologne)